# Spurio
Spurio  è un nome proprio di persona italiano maschile.

## Varianti
- Alterati: Spurino[1]
- Femminili: Spuria[2]
  - Alterati: Spurina[1]

### Varianti in altre lingue
- Catalano: Espuri
- Latino: Spurius[1]
- Portoghese: Espúrio
- Russo: Спурий (Spurij)
- Spagnolo: Espurio

## Origine e diffusione
Continua il praenomen romano Spurius, tratto dall'omonimo aggettivo latino avente il significato di "illegittimo", "bastardo", "figlio naturale". Per via del suo significato, palese e negativo in italiano moderno, il nome gode di scarsissima diffusione in Italia.

## Onomastico
Nessun santo ha mai portato questo nome, che quindi è adespota; l'onomastico ricorre il 1º novembre, festa di Ognissanti.

## Persone
- Spurio Carvilio Massimo, politico e generale romano
- Spurio Cassio Vecellino, politico e militare romano
- Spurio Furio Medullino Fuso, politico e militare romano
- Spurio Larcio, politico e militare romano
- Spurio Lucrezio Tricipitino, politico romano
- Spurio Nauzio Rutilo, politico romano
- Spurio Postumio Albino Caudino, politico romano
- Spurio Postumio Albo Regillense, politico romano
- Spurio Servilio Prisco, politico e militare romano